# Edmond Lesout
Edmond Lesout (19xx-1944) fut, pendant la Seconde Guerre mondiale, un agent américain du Special Operations Executive, section F (française).
- Nom de guerre SOE : « Tristan ».
- Nom de code opérationnel : LENDER.
- Situation militaire :
  - Headquarters OSS, ETOUSA[1], New Tork ; grade : second lieutenant ; matricule : 02045077.
  - SOE, section F.

## Éléments biographiques
Mission en France
Définition de la mission : Avec le nom de guerre « Tristan », il est membre du réseau LIONTAMER que Maurice Lepage vient implanter et diriger dans la région de Valenciennes, avec David Finlayson « Guillaume », son opérateur radio.
Les trois membres de LIONTAMER sont parachutés le 2 mars 1944 en même temps qu’un jeune pilote britannique, George McBain, qui doit rejoindre le réseau MUSICIAN. Les quatre sont arrêtés à l’atterrissage.
Edmond Lesout est exécuté à Gross-Rosen, Allemagne (août-septembre 1944).

### Monuments
- En tant que l'un des 104 agents de la section F morts pour la France, Edmond Lesout est honoré au mémorial de Valençay, Indre, France.
- Cimetière militaire américain de Neuville-en-Condroz[2], près de Liège, Belgique, Tablets of the Missing.
- OSS Memorial, CIA HQ, McLean, Virginia, U.S.A.